# 1953 en Alberta
Chronologie de l'Alberta
- 1949
- 1950
- 1951
- 1952
- 1953
- 1954
- 1955
- 1956
- 1957

Cette page concerne des événements qui se sont produits durant l'année 1953 dans la province canadienne de l'Alberta.

## Politique
- Premier ministre :   Ernest Manning du Crédit social
- Chef de l'Opposition :  	James Harper Prowse
- Lieutenant-gouverneur :  John James Bowlen.
- Législature :

## Événements
- Fondation d'un hameau franco-albertain Saint-Isidore par  un groupe d’agriculteurs venus du Saguenay–Lac-Saint-Jean, une région de la province de Québec.

## Naissances
- 22 avril : Thomas James Lysiak (né à High Prairie et mort le 30 mai 2016 à Atlanta dans l'État de Gérogie aux États-Unis) , joueur professionnel canadien de hockey sur glace qui évoluait dans la Ligue nationale de hockey avec les Flames d'Atlanta et les Black Hawks de Chicago.

- 9 juillet : Earl Dreeshen, né à Red Deer, homme politique canadien. Il a été élu à la Chambre des communes sous la bannière conservatrice lors des élections de mai 2011 dans le comté de Red Deer (circonscription fédérale).

- 16 septembre : Nancy Huston [ˈnænsi ˈhjuːstɨn][1], née à Calgary, femme de lettres franco[2]-canadienne[3], d'expression anglaise et française. Elle vit à Paris en France, depuis les années 1970.